# Tajinderpal Singh Toor
Tajinderpal Singh Toor (in punjabi: ਤੇਜਿੰਦਰ ਪਾਲ ਸਿੰਘ ਤੂਰ; Khosa Pando, 13 novembre 1994) è un pesista indiano.

## Biografia
Nato nel distretto di Moga da una famiglia contadina, Toor si concentra sul getto del peso dietro la spinta paterna dopo aver praticato per anni il cricket. A partire dal 2011 compete in ambito nazionale e debutta nelle competizioni mondiali partecipando alla Universiade di Gwangju, classificandosi quinto. Nel 2017, dopo non essere riuscito a rientrare nello standard per prendere parte ai Mondiali di Londra, consegue due medaglie d'argento: prima ai Campionati asiatici in India e poi ai Giochi asiatici indoor in Turkmenistan. L'anno successivo ha vinto una storica medaglia d'oro ai Giochi asiatici di Giacarta, fissando un nuovo record dei Giochi, a cui ha fatto seguito nel 2019 i successi di Doha e Katmandu e la partecipazione ai Mondiali in Qatar.

## Palmarès
| Anno | Manifestazione               | Sede        | Evento         | Risultato | Prestazione | Note                                     |
| ---- | ---------------------------- | ----------- | -------------- | --------- | ----------- | ---------------------------------------- |
| 2015 | Universiadi                  | Gwangju     | Getto del peso | 5º        | 19,24 m     |                                          |
| 2017 | Campionati asiatici          | Bhubaneswar | Getto del peso | Argento   | 19,77 m     |                                          |
| 2017 | Giochi asiatici indoor       | Aşgabat     | Getto del peso | Argento   | 19,26 m     |                                          |
| 2018 | Campionati asiatici indoor   | Teheran     | Getto del peso | Argento   | 19,18 m     |                                          |
| 2018 | Giochi del Commonwealth      | Gold Coast  | Getto del peso | 8º        | 19,42 m     |                                          |
| 2018 | Giochi asiatici              | Giacarta    | Getto del peso | Oro       | 20,75 m     |                                          |
| 2019 | Campionati asiatici          | Doha        | Getto del peso | Oro       | 20,22 m     |                                          |
| 2019 | Mondiali                     | Doha        | Getto del peso | 18º (q)   | 20,43 m     | Miglior prestazione personale stagionale |
| 2019 | Giochi mondiali militari     | Wuhan       | Getto del peso | 6º        | 20,36 m     |                                          |
| 2019 | Giochi dell'Asia meridionale | Katmandu    | Getto del peso | Oro       | 20,03 m     |                                          |
| 2021 | Giochi olimpici              | Tokyo       | Getto del peso | 24º (q)   | 19,99 m     |                                          |
| 2022 | Mondiali indoor              | Belgrado    | Getto del peso | nm        | nm          |                                          |
| 2022 | Mondiali                     | Eugene      | Getto del peso | nm (q)    | nm (q)      |                                          |
| 2023 | Campionati asiatici indoor   | Astana      | Getto del peso | Oro       | 19,49 m     |                                          |
| 2023 | Campionati asiatici          | Bangkok     | Getto del peso | Oro       | 20,23 m     |                                          |
| 2023 | Giochi asiatici              | Hangzhou    | Getto del peso | Oro       | 20,36 m     |                                          |
| 2024 | Giochi olimpici              | Parigi      | Getto del peso | 29º (q)   | 18,05 m     |                                          |